# Wojciech Morawiecki

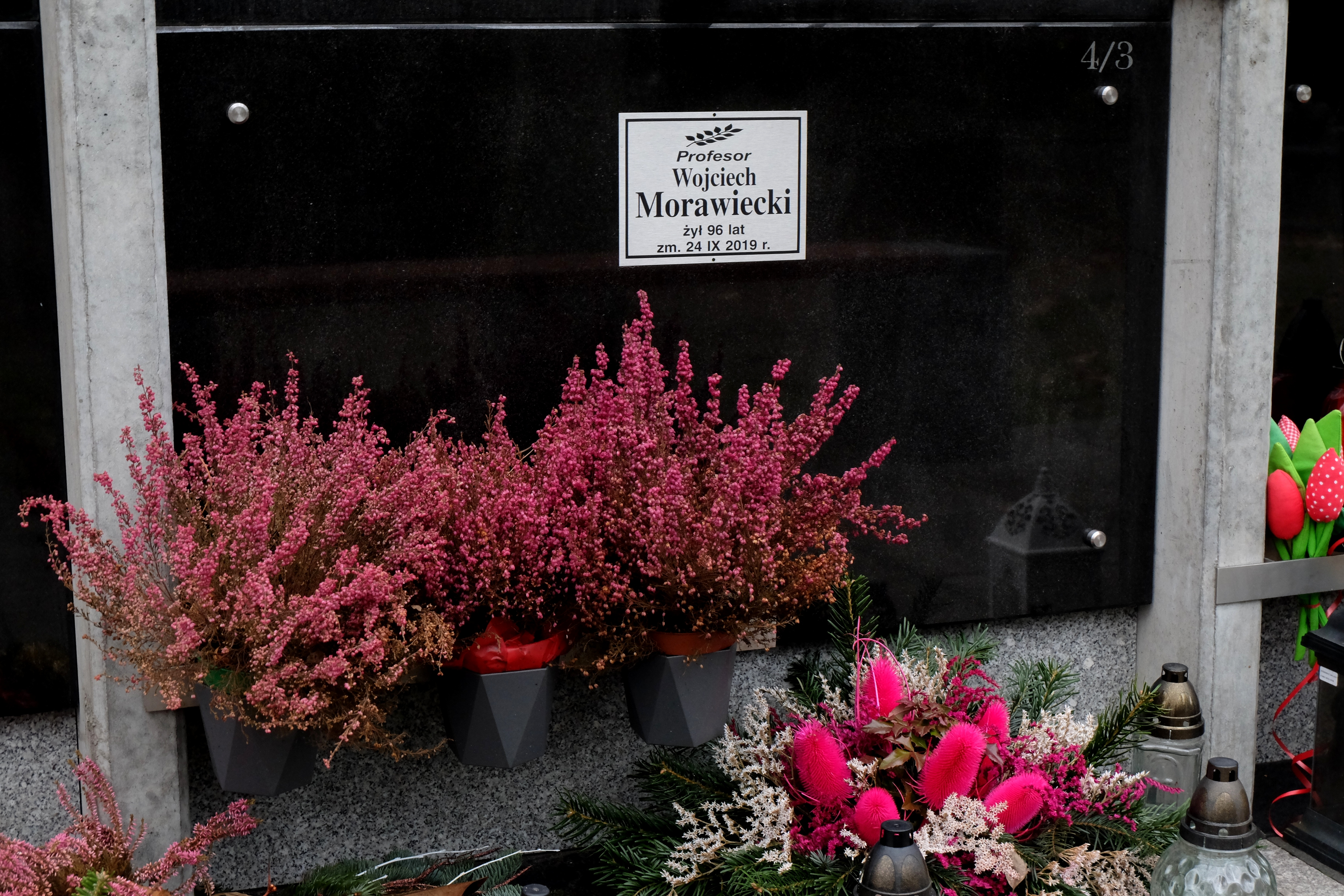
Grób Wojciecha Morawieckiego na cmentarzu Wojskowym na Powązkach

Wojciech Morawiecki (ur. 13 listopada 1922 w Końskich, zm. 23 września 2019) – profesor prawa międzynarodowego, twórca teorii organizacji międzynarodowych, były kierownik Katedry Międzynarodowych Organizacji Gospodarczych Szkoły Głównej Handlowej w Warszawie.

## Życiorys
W okresie 1943–1945 był żołnierzem Armii Ludowej. W latach 1943–1948 należał do Polskiej Partii Robotniczej, od 1948 roku należał do Polskiej Zjednoczonej Partii Robotniczej.
W latach 1947–1948 odbył studia międzynarodowe na Sorbonie, współpracując z prof. Susanne Bastid i prof. Georges Scelle i pisząc pracę „Les bases juridiques de frontiere polono-alemand. Jako asystent Oskara Langego brał udział w III sesji Zgromadzenia Ogólnego ONZ, na której opracowano tekst Powszechnej Deklaracji Praw Człowieka.
Magisterium uzyskał na Wydziale Prawa Uniwersytetu Warszawskiego w 1949. Doktorat z prawa międzynarodowego obronił w 1953 r. W latach 1953–1956 pracował na Uniwersytecie im. Adama Mickiewicza w Poznaniu w katedrze Alfonsa Klafkowskiego. Pierwsze istotne prace naukowe wydał w latach 1956–1957 w PWN; dysertację o prawnej definicji agresji oraz Środki zwalczania wojny. W latach 1956–1961 wykładał jako docent w Szkole Głównej Służby Zagranicznej.
W latach 1961–1993 pracował na SGPiS (dziś SGH), gdzie w Katedrze Prawa Międzynarodowego na Wydziale Handlu Zagranicznego stworzył Zakład Organizacji Międzynarodowych, a następnie kierował Katedrą Międzynarodowych Organizacji Gospodarczych. W latach 1966–1973 był członkiem Study Group on International Organizations utworzonej w Genewie przez Fundację Carnegie.
W 1973 r. pełnił rolę resident scholar Fundacji Rockefellera w Ballaggio. W 1968 uzyskał tytuł naukowy profesora. Wykładał też na uczelniach USA, m.in. na University of Michigan, Ann Arbor oraz University South Carolina.
W latach 1973–1985 zajmował się problematyką Europejskich Wspólnot Gospodarczych, był zapraszany do ośrodków badawczych w Brukseli, Amsterdamie i Hamburgu, co zostało uwieńczone publikacją Actors and Interests In the Proces sof Negotiations betweem the CMEA and the EEC. Brał też udział w konferencjach międzynarodowych oraz w pracy organizacji międzynarodowych, w tym Międzynarodowej Organizacji Pracy.
W latach 1975–1979 był funkcjonariuszem Międzynarodowej Agencji Energii Atomowej w Wiedniu, a w 1986 r. – członkiem delegacji rządowej na Zgromadzenie Ogólne ONZ.
W czasach PRL był odznaczony m.in.: Krzyżem Kawalerskim Orderu Odrodzenia Polski, Krzyżem Partyzanckim i Medalem 30-lecia Polski Ludowej.
Uroczyste pożegnanie z pracą naukową na SGH odbyło się razem z jubileuszem 70 urodzin w 1993 r. Później prowadził zajęcia dydaktyczne (m.in. w Uczelni Łazarskiego).
Zmarł 23 września 2019. Pochowany na cmentarzu Powązki Wojskowe w Warszawie (kwatera Q kolumbarium 2-3-4).

## Publikacje

### Monografie i podręczniki
- Les bases juridiques de la frontiere polono-alemande, praca dyplomowa, Paryż 1948.
- Walka o definicję agresji w prawie międzynarodowym, PWN Warszawa 1956, s 422.
- Środki zwalczania wojny. Prawa i zwyczaje wojenne. Zakończenie i likwidacja skutków wojny, PWN Warszawa 1957.
- Organizacja Narodów Zjednoczonych, WP Warszawa 1958.
- Organizacje międzynarodowe, cz. 1, SGSZ, Warszawa 1958, s. 550.
- Organizacje międzynarodowe, PWN Warszawa 1961.
- Organizacje międzynarodowe, wyd. II uzupełnione i poprawione, PWN Warszawa 1965.
- Międzynarodowe umowy surowcowe, PIHZ Warszawa 1965.
- Narody Zjednoczone – zamierzenia rzeczywistość, WP Warszawa 1967.
- Narody Zjednoczone – zamierzenia rzeczywistość, wyd. II uzupełnione i poszerzone, WP Warszawa 1970.
- Operacje Narodów Zjednoczonych dla utrzymania pokoju, PISM Warszawa 1970.
- Międzynarodowe organizacje gospodarcze, SGPiS Warszawa 1974.
- Funkcje organizacji międzynarodowej, KiW Warszawa 1971.
- Międzynarodowe organizacje gospodarcze, wyd.II zrewidowane, SGPiS Warszawa 1974
- Funkcji mieżdunarodnoj organizacji, Progress Moskwa 1976.
- System organizacji międzynarodowej, t. I Międzynarodowe organizacje gospodarcze, PWN Warszawa 1987.
- Funkcje Unii Europejskiej. Zakres i sposób realizacji zadań, Warszawa 1997.
- Państwo wobec organizacji międzynarodowej, PWP Iuris, Warszawa 2012.
- Organizacja międzynarodowa – zagadnienia systemowe, aktualnie wydawane w PWP Iuris.

### Studia, rozprawy i artykuły
- The United Nations in the 1970. Reflections, Genewa, Study Group on International Organization, 29-30.IV.1972.
- State of the Art of Studies on International Organizations in Poland and in the other East European Countries, Dallas 14-16.03.1973.
- Judicial Process in International Relations, Referat na International Symposium on Judicial Settlement of International Disputes, Heidelberg 10-12.VII.1972 r.
- Le Nations Unies et leur efecacite, Polish Year-book of International Law, vol. IV, 1973.
- Rola sądownictwa międzynarodowego we współczesnym świecie, Państwo I Prawo, 1973, z.1.
- Wyniki, kierunki badań w Polsce nad organizacją międzynarodową. Studia Nauk Politycznych 1973, nr 1.
- Les fonctions des organisations lnternatlonales, Polish Yearbook of International law, vol.V,1974.
- Extra – Judicial Control of the Conduct of States by International Organizations, PYBIL, 1975, vol. VII.
- Ocena efektywności organizacji międzynarodowej, Sprawy Międzynarodowe 1975, z. 5.
- Konstytucyjne podstawy stosunków międzynarodowych Polskiej Rzeczypospolitej Ludowej, Państwo Prawo 1975 z.4.
- IAEA’s Approaches to Physical Protection of Nuclear Materials, IAEA Bulletin 1976, vol. 18, 1976 No.1.
- Physical Protection, Regional Nuclear Fuel Cycle Centres, Wiedeń, IAEA, 1977, vol.I, p, 65-,68, vol. II.
- Physical Protection of Nuclear Material and International Atomic Energy Agency (IAEA), Bulletin vol. 20, 1978, No 3.
- Problemy Układu o Nierozprzestrzenianiu Broili Jądrowej. Referat na konferencję w Polskim Instytucie Spraw Międzynarodowych, lipiec 1980.
- Zagadnienie optymalizacji decyzji organizacji międzynarodowej, w: Stosunki Międzynarodowe: problemy badań i teorii. PWN, Warszawa 1983.
- Przystosowanie systemu światowego do wyzwania atomowego. Referat na konferencję naukową: Procesy przystosowawcze w gospodarce światowej, Jachranka 12-14.XII.1985.
- L’Etat dans le Systeme de L’organisation Internationale, Polish Year-book International Law, vol.XII, Warszawa 1986.
- Status i rola organizacji międzynarodowych w morskich badaniach naukowych w świetle konwencji o prawie morza z 1982 r. (wspólnie z L. Łukaszukiem), Studia Prawnicze, Instytut Państwa i Prawa PAN, 1987.
- Actors and Interests in the Process of Negotiations between the CMEA and the EEC, Working Papers, World Econornv Research lnstitute, Central School ot Planning and Statistics, No 16, 1987.
- Procesy decyzyjne w organizacjach międzynarodowych, Decyzje polityczne w systemach społecznych. PWN, Warszawa 1987, s. 383–402,
- Międzynarodowy Bank Odbudowy i Rozwoju oraz organizacje afiliowane, w: Międzynarodowe organizacje gospodarcze, t. 2, PWN Warszawa 1987.
- Międzynarodowa Organizacja Pracy, j.w.
- Międzynarodowa Agencja Energii Atomowej, jw.
- The State within the System ot International Organization, Referat na 29 Konferencji International Studies Association, St. Louis, 1988.
- Legal Regime of the International Organization. Polish Year-book of International Law, vol. XV (1986) Warszawa 1988.
- Actors and lnterests in the Process ot Negotiations between tne CMEA and the ECC (tekst zaktualizowany i rozszerzony w: Legal lssues ot European Integration 1989/2, Kluwer Law nad Texation Publishers, Amsterdam 1990).*